# Eudonia camerounensis
Eudonia camerounensis là một loài bướm đêm trong họ Crambidae.